# Deanicola protentus
Deanicola protentus is een lintworm (Platyhelminthes; Cestoda). De worm is tweeslachtig. De soort leeft als parasiet in andere dieren.
Het geslacht Deanicola, waarin de lintworm wordt geplaatst, wordt tot de familie Gilquiniidae gerekend. De wetenschappelijke naam van de soort werd voor het eerst geldig gepubliceerd in 1990 door Beveridge.